# 윤성현 (PD)
윤성현은 대한민국의 한국방송공사의 라디오 프로듀서이다.

## 경력
- 한국방송공사 라디오2국 프로듀서

## 저서
- 《라디오 지옥 紙屋 (신청곡 안 틀어 드립니다)》(ISBN 978-89-963467-2-2)

## 제작한 프로그램
- (2007 ~ 2009) 《KBS 2FM - All THAT CHART》
- (2009 ~ 2011) 《KBS 2FM - 심야식당》